# Калиевка (Шосткинский район)
Калиевка (укр. Каліївка) — село,
Калиевский сельский совет,
Шосткинский район,
Сумская область,
Украина.
Код КОАТУУ — 5925382501. Население по переписи 2001 года составляло 315 человек.
Является административным центром Калиевского сельского совета, в который, кроме того, входят село
Гудовщина.

## Географическое положение
Село Калиевка находится недалеко от истоков реки Торкна.
На расстоянии в 3,5 км расположено село Гудовщина, в 5-и км — село Вовна.
По селу протекает ручей с запрудами.
Вокруг села много озёр, в том числе, озёра Мачулище и Полевое.
Через село проходит автомобильная дорога Т-1908.

## История
- Село Калиевка основано в первой половине XVII века.

## Экономика
- Молочно-товарная ферма.
- «Восход», ЧП.
- «Нива», ЧП.